# Castellazzo (Reggio Emilia)
Castellazzo o Villa Castellazzo (Al Castlās in dialetto reggiano; Castellatii in latino) è una frazione rurale (o villa) del comune di Reggio Emilia.

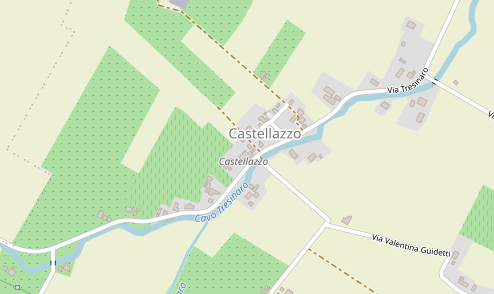
Territorio di Castellazzo

## Geografia fisica

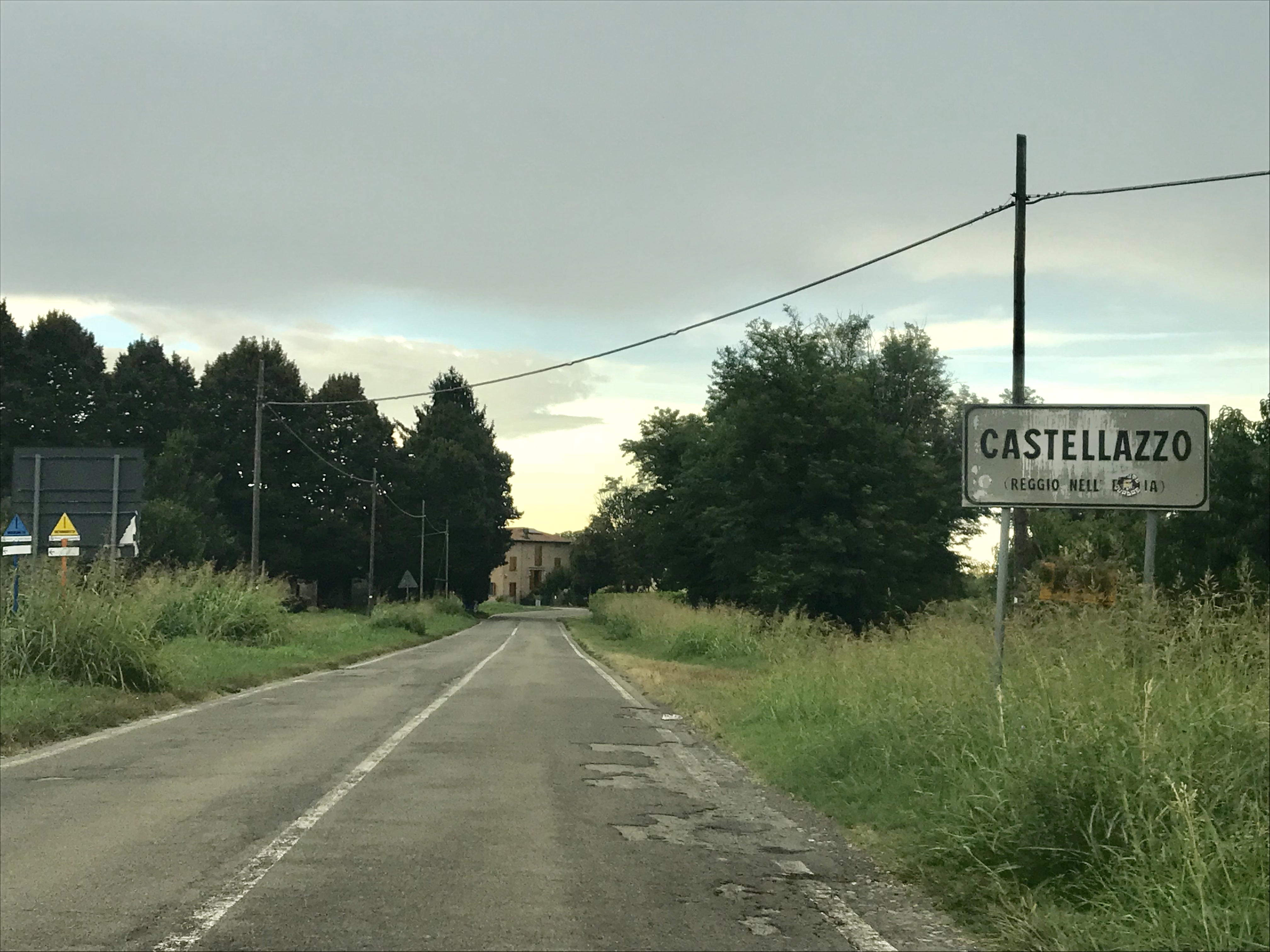
Paesaggio agrario all'ingresso del centro abitato della villa

La villa è situata nella pianura Padana, a 9 km ad est della città, presso i confini con il comune di Rubiera. Il centro abitato è situato lungo una strada comunale (via Tresinaro) che collega la chiesa di Masone alla frazione di Gazzata(comune di San Martino in Rio. Essa è situata circa un chilometro a nord della Strada statale 9 via Emilia.

## Storia
Castellazzo prende probabilmente il nome da un castellazzo (o Castellaccio, castello), possedimento estense situato nel cuore della frazione, visibile tutt'oggi. La chiesa parrocchiale, intitolata alla Madonna della Neve, ha ancora la forma di oratorio e fu innalzata attorno al 1600. L'oratorio fu elevato al rango di parrocchia con il titolo di priorato il 23 dicembre 1935. Prima di allora il territorio era parte integrante della parrocchia (e dunque della villa) di Marmirolo.

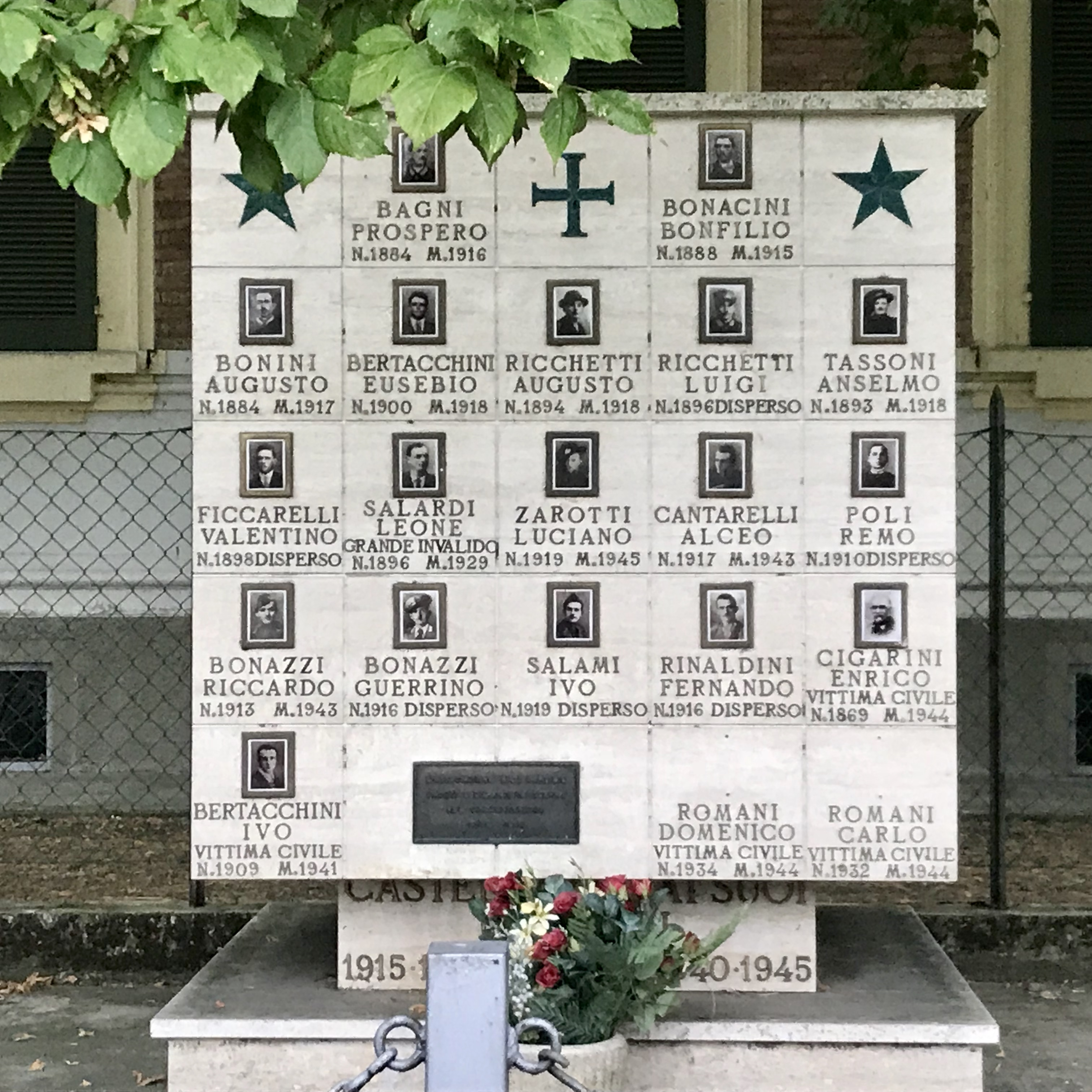
Monumento ai caduti delle due guerre mondiali presso l'ex scuola elementare di Castellazzo

## Urbanizzazione
Gli unici interventi edilizi che ha subito la frazione, costituita per lo più di case sparse, riguardano ristrutturazioni di insediamenti rurali ed ex rurali esistenti. La mancanza di un vero e proprio sviluppo urbanistico l'ha portata ad essere la località meno popolata del comune di Reggio. Il territorio cui fa capo è infatti a destinazione totalmente agricola, con una spiccata presenza di frutteti, diversi vigneti e un vivaio.

## Monumenti e luoghi d'interesse

### Architetture religiose
- Chiesa della Beata Vergine della Neve, elevata in parrocchia nel 1935 e rimaneggiata nello stesso anno.

## Sport

### Calcio
L'ASD Atletico Castellazzo è la società sportiva che rappresenta questa piccola frazione reggiana. Fondata nel 2014, dalla stagione 2016/17 ha una squadra di calcio a 11 che milita nel campionato CSI. I colori sociali sono il rosso e blu e nello stemma ufficiale è raffigurata una Fenice con il nome della società ed il motto: Post Fata Resurgo (Dopo la morte torno a rialzarmi) che prende chiaro spunto dalla Fenice stessa.
Dal 2019 la società si è allargata con l'apertura di un settore giovanile femminile di calcio che conta due formazioni allieve, questo settore giovanile è gemellato con la Sassari Torres Femminile diventando ufficialmente Torres Academy.

### Volo
A Castellazzo è presente un'aviosuperficie in erba per ultraleggeri e alianti dotata di un'apposita scuola di volo: l'aviosuperficie Castellazzo.